# John Whitelaw (thiếu tướng Úc)
John Stewart Whitelaw (sinh ngày 26 tháng 8 năm 1894 mất ngày 21 tháng 4 năm 1964) là thiếu tướng quân đội Úc và một trong 47 tướng tham gia thế chiến thứ hai. Ông nằm trong khóa sinh viên đầu tiên tốt nghiệp trường Đại học sĩ quan Hoàng gia Duntroon.

### Sách
- Hughes, Jackson (2002). "Whitelaw, John Stewart (1894–1964)". Trong Ritchie, John and Langmore, Diane (biên tập). Australian Dictionary of Biography, Volume 16. Melbourne University Press. tr. 538–539. ISBN 978-0-522-84997-4.{{Chú thích sách}}:  Quản lý CS1: nhiều tên: danh sách biên tập viên (liên kết)
- Mellor, D. (1958). The Role of Science and Industry. Official History of Australia in the War of 1939–1945, Volume V, Series 4 (Civil) (ấn bản thứ 1). Canberra: Australian War Memorial. OCLC 4092792. Bản gốc lưu trữ ngày 17 tháng 5 năm 2013. Truy cập ngày 24 tháng 9 năm 2012.
- Scott, Ernest (1941). Australia During the War. Official History of Australia in the War of 1914–1918, Volume XI (ấn bản thứ 7). Sydney: Angus and Robertson. OCLC 152414976. Bản gốc lưu trữ ngày 4 tháng 7 năm 2013. Truy cập ngày 24 tháng 9 năm 2012.